# Emotions (MAN WITH A MISSIONの曲)
「Emotions」（エモーションズ）は、2013年2月20日に日本クラウンからリリースされたMAN WITH A MISSIONの2枚目のシングル。ジャケットモデルはメンバーのカミカゼ・ボーイが担当している。

## 概要
初回限定盤と通常盤の2形態でのリリースとなっており、初回限定盤には特典としてMAN WITH A MISSIONのロゴをかたどったキーホルダーが付属している。
表題曲の「Emotions」は、最初の段階から鮮明なドラマティックな部分を織り込みたいという構想があり、冒頭の英語のメッセージ、何声にも重ねられた歌い出しのコーラス、ダイレクトにフィーチャーされたストリングスを入れることで、より目に見える形で耳にも聴こえるように制作された。ミュージックビデオも楽曲の世界観にリンクした仕上がりになっている。この曲で2013年2月22日放送のテレビ朝日系『ミュージックステーション』に出演し、初の音楽番組生出演、生演奏を果たした。また同年4月公開の映画『HK 変態仮面』の主題歌にも起用された。

## 収録曲
| #         | タイトル                    | 作詞                          | 作曲            | 時間  |
| --------- | --------------------------- | ----------------------------- | --------------- | ----- |
| 1.        | 「Emotions」                | Kamikaze Boy、Jean-Ken Johnny | Kamikaze Boy    | 4:42  |
| 2.        | 「Take What U Want」        | Jean-Ken Johnny               | Jean-Ken Johnny | 3:30  |
| 3.        | 「アカツキ」                | Jean-Ken Johnny               | Jean-Ken Johnny | 5:32  |
| 4.        | 「Bubble of Life（remix）」 | Kamikaze Boy、Jean-Ken Johnny | Kamikaze Boy    | 4:16  |
| 合計時間: | 合計時間:                   | 合計時間:                     | 合計時間:       | 18:01 |

## タイアップ
Emotions
- 映画『HK 変態仮面』主題歌。
- テレビ朝日『お願い!ランキング』エンディングテーマ。
- 地方競馬全国協会 JBC2022スペシャル・プロモーション・ビデオ、テレビCM『Get Emotion 響け。』篇。

## 収録アルバム
- 『Tales of Purefly』[9]
- 『5 Years 5 Wolves 5 Souls』[10]